# Alpheus randalli
El camarón pistola rojo o gamba pistola roja (Alpheus randalli) es una especie de camarón omnívoro de la familia Alpheidae, orden Decapoda. Se alimenta de parásitos, tejidos muertos, peces pequeños, almejas, mysis, artemia, algas y copépodos.

## Distribución
Se describió por primera vez en 1981 en las Islas Marquesas, donde se encontró a una profundidad de 18 metros, asociado a una especie desconocida de gobio del género Amblyeleotris.

## Relación simbiótica con gobios

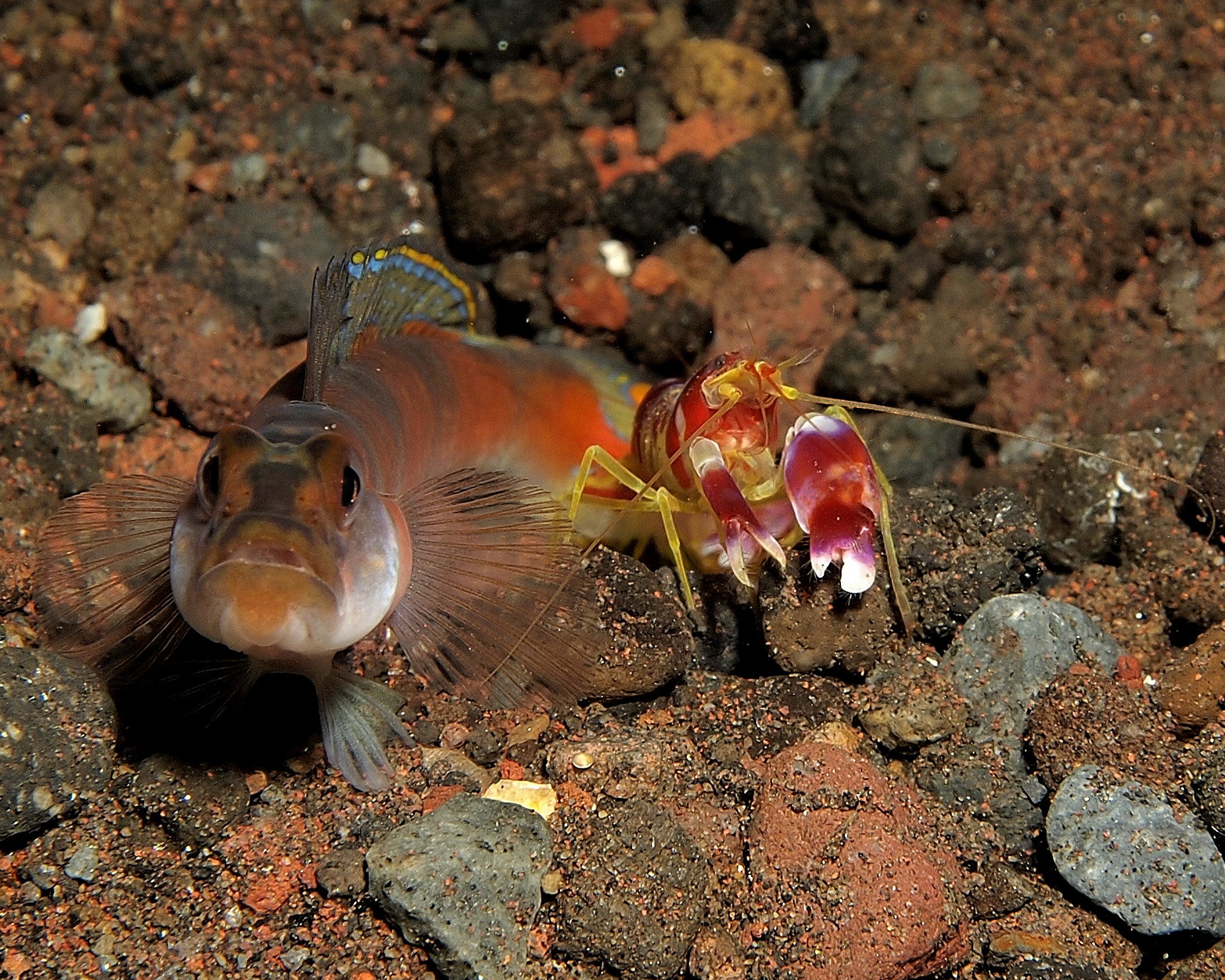
Una gamba pistola roja con el gobio Amblyeleotris yanoi.

El gobio y la gamba comparten la misma madriguera que es excavada por la segunda en zonas arenosas. Durante el día, el gobio se acomoda con la cabeza fuera del agujero y se alimenta de pequeños invertebrados del sustrato o toma grandes bocanadas del mismo para extraer las partículas alimenticias. La gamba se alimenta de los restos del gobio. Por su mala vista la gamba es más vulnerable a la depredación, así que cuando el gobio regresa deprisa al agujero la gamba también lo hace. Por la noche ambos se introducen en la madriguera y cierran las entradas.